# Karl Schleps

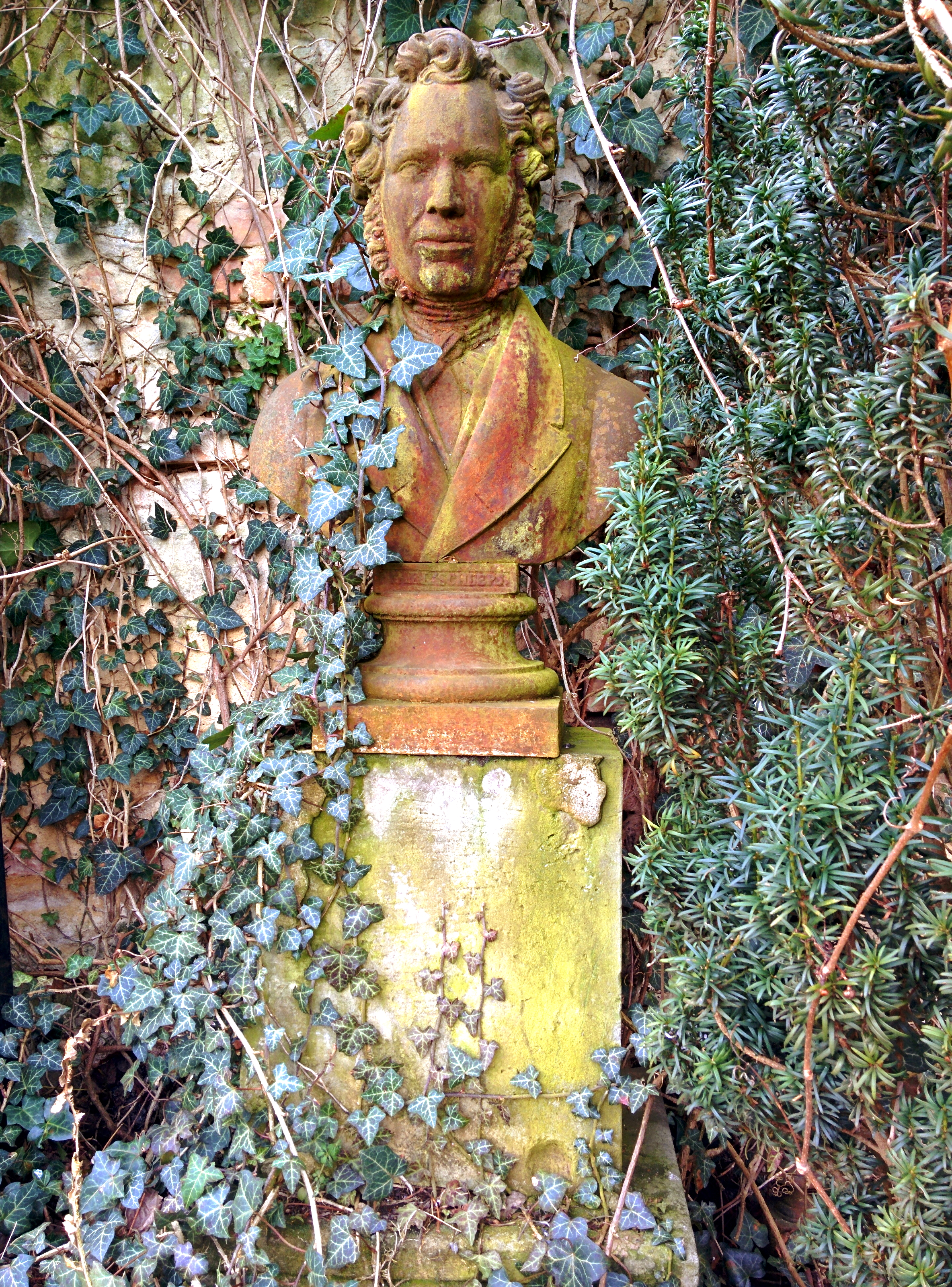
Karl Schleps

Karl Schleps (* 1802 in Feldsberg, Mähren; † 2. Februar 1840 in Wien) war ein österreichischer Hofarchitekt.

## Leben
Karl Schleps war der Sohn des fürstlich Liechtensteinischen Baumeisters Franz Schleps. Er besuchte bereits mit 15 Jahren die Erzverschneidungsschule der Akademie der bildenden Künste Wien und mit 18 Jahren das Polytechnische Institut. Über sein Leben ist äußerst wenig bekannt. Jedenfalls bezeichnete er sich 1839 in Wien als Herzoglich Coburgischer Architekt und verfasste einen Plan zur Regulierung der Seilerstätte. Weiters werden ihm einige Bauten und Umbauten in mährischen Schlössern zugeschrieben, was aber nicht gesichert ist. Schleps starb mit 38 Jahren in Wien an Typhus.

## Werk
Karl Schleps kann als Vertreter des Spätklassizismus angesehen werden. Das einzige sicher ihm zuzuschreibende Bauwerk ist das Palais Coburg in Wien, das sich aber in seiner heutigen Gestalt verändert darstellt. Der wesentliche Entwurf dazu soll aber von Schleps stammen. Schon 1837 erstellte er mit dem Baumeister Adolf Korompay einen Plan zur Gestaltung des Palais, der aber keinen Anklang fand. Der spätere Plan von 1839 wurde dann (mit Veränderungen) umgesetzt, obwohl Schleps selbst kurz darauf verstarb. Vor allem die Idee der freien Kolonnade an der Gartenseite des Palais geht auf Schleps zurück.

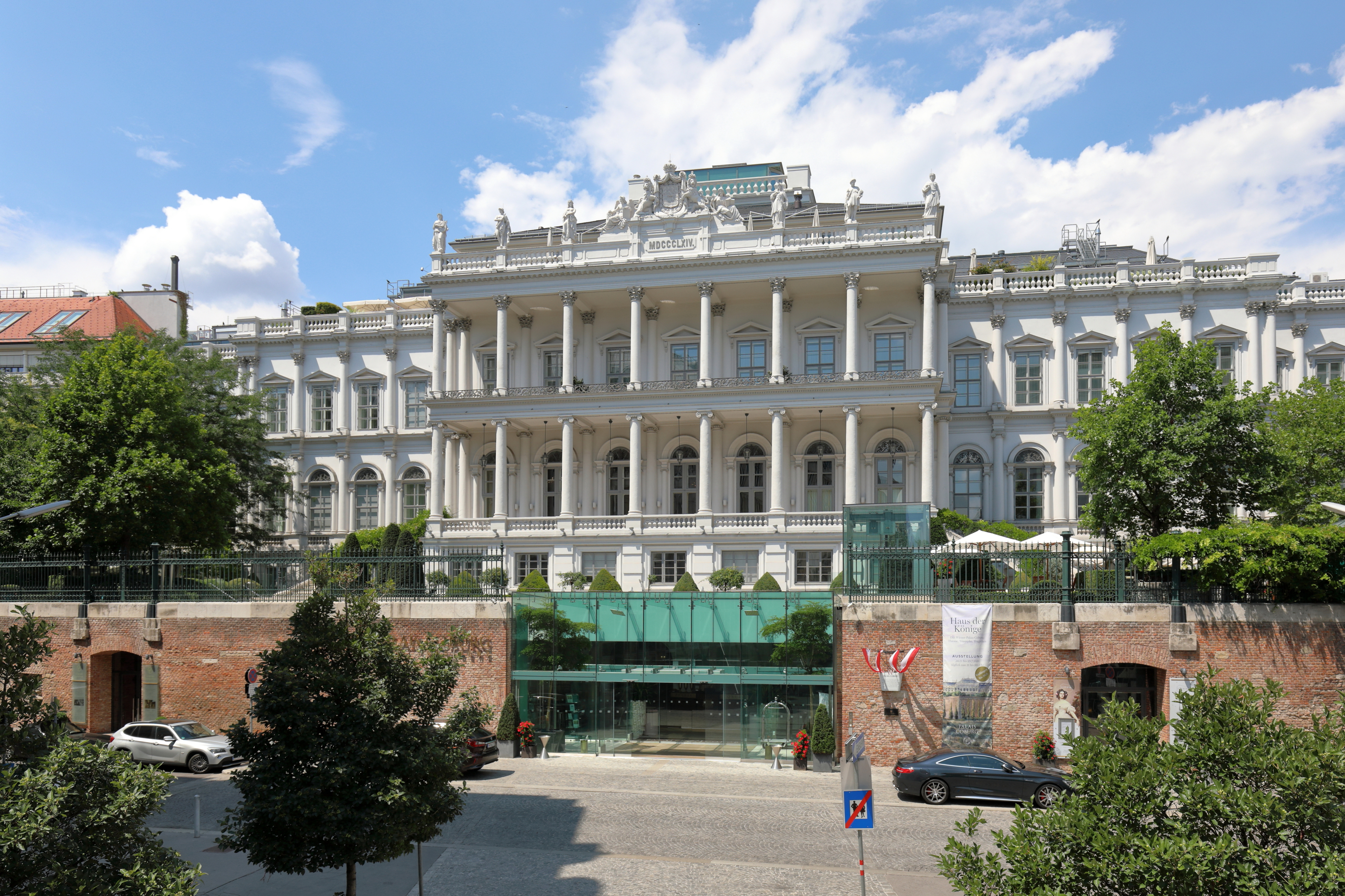
Palais Coburg (1839–1845)

- Gestaltung der Innenräume des Nordflügels von Schloss Fünfkirchen, Niederösterreich (nach 1826).[1]
- innere Einteilung des Neuen Schlosses Dalberg, klassizistische Umgestaltung von Schloss Datschitz, Mähren (1832/33)[2]
- Bibliothekssaal auf der Burg Pernstein, Mähren (1832), nicht gesichert
- Palais Coburg, Seilerstätte 3, Wien 1 (1839–1840), 1. Bauphase
- Kirche Hl. Lorenz, Oels (Olešnice) (1839)
- Schloss Wessely, Wessely an der March (1840), Zuschreibung umstritten